# 高木雄也
高木雄也（日语：／ Takaki Yuya，1990年3月26日—），日本歌手及演員，為傑尼斯事務所旗下藝人，2007年11月14日以Hey! Say! JUMP成員之一正式出道。出生地位於大阪府茨木市。身高176公分。團體中的代表色為紫色。

## 簡歷
〔出道前〕
- 2004年6月12日，參加傑尼斯事務所徵選，成為傑尼斯Jr.。同年秋天，參加跳舞單元Jr.BOYS，活躍於作為前輩的背後伴舞。
- 2005年，成為Jr.團體J.J.Express的成員。
- 2007年4月，期間限定團體Hey! Say! 7結成，成為其成員。同年8月1日發行出道單曲「Hey! Say!」。

〔出道後〕
- 2007年9月24日，以Hey! Say! JUMP及其子團Hey! Say! BEST成員身分開始活動。
- 2007年11月，從神奈川縣立横浜平沼高等學校休學。
- 2007年11月24日，首次出演的電視劇「娑婆氣系列第一彈《娑婆氣》」開播，飾演榮吉一角。主演為同事務所的前輩NEWS手越祐也。
- 2008年4月19日，出演的連續劇極道鮮師3開播，飾演緒方大和一角，並單獨演唱插曲「俺たちの青春」。身為主要角色，高木也藉由此劇打開知名度。
- 2008年7月5日，與桐山照史及中間淳太以「GOKUSEN三人組」名義來台參加第19屆金曲獎，擔任表演嘉賓及頒獎人。
- 2008年11月29日，再度出演「娑婆氣系列」、由同事務所的前輩NEWS手越祐也主演的「第二彈《惶惶》」，繼續飾演榮吉一角。
- 2009年7月11日，首次出演的電影極道鮮師電影版上映，再度飾演緒方大和一角。
- 2012年4月14日，同事務所的Johnny's Jr.和AKB48共演的人氣電視劇「私立馬鹿蘭高校」開播，特別出演留級生立浪祥平一角。
- 2012年8月，與同團成員知念侑李前往法國錄製「J'J Hey! Say! JUMP 高木雄也&知念侑李 ふたりっきり フランス縦断各駅停車の旅」。此節目於同年10月播出時由同團成員八乙女光、薮宏太主持。
- 2012年10月13日，電影「劇場版 私立馬鹿蘭高校」上映，再度飾演立浪祥平一角。
- 2014年4月4日，與同團成員有岡大貴固定主持的廣播「JUMP da べイべー！」開播。
- 2014年7月12日，同團成員中島裕翔主演的「水球不良少年」開播，飾演中島的對手北島虎雄一角。
- 2016年3月，客串出演電視劇「鼠，疾馳江戶2」第2回，飾演宗助一角。主演為同事務所的前輩瀧澤秀明。
- 2016年4月13日，與同團成員知念侑李、中島裕翔、岡本圭人、八乙女光、藪宏太參與傑尼斯事務所大型盛事「"東京ドームに全員集合" みんなにサンキュー！ジャニーズ野球大会」。
- 2017年4月6日，開始出演廣播節目「Music Bit」，擔任星期二的固定班底。
- 2017年5月，與同團成員有岡大貴、八乙女光主演深夜電視劇「機器飯友(孤食ロボット)」，飾演機器人"ヤンチャ"(小調皮)一角。3人並組成限定團體A.Y.T，演唱主題曲「Are You There?」。
- 2018年1月9日，同事務所的前輩KAT-TUN龜梨和也主演的電視劇「FINAL CUT」開播，飾演龜梨的夥伴野田大地一角。
- 2018年2月，宣布5月將與同團成員八乙女光共同主演舞台劇「薔薇と白鳥」，飾演 威廉·莎士比亞 一角。此為高木首次主演舞台劇。為了深入了解角色，2人還前往倫敦參觀莎士比亞的相關景點。
- 2018年7月，首次固定出演知識性綜藝節目「所さんの学校では教えてくれないそこんトコロ!」。
- 2019年1月，出演大地真央主演的舞台劇「クイーン・エリザベスー輝ける王冠と秘められし愛ー」，飾演女王的寵臣埃塞克斯伯爵一角。共演者還有同事務所的前輩V6長野博。
- 2019年2月，擔任雜誌an・an 2019/02/20號 No.2139的封面人物，拍攝一系列半裸的性感寫真，展現宛如藝術般的健美身材。
- 2020年2月，宣布5月將單獨初主演舞台劇「裏切りの街」。此為2010年的作品，睽違10年再度搬上舞台。音樂部分仍由2010年版的銀杏BOYZ繼續擔當。高木表示雖然要再演一部已經擁有許多粉絲的舞台劇，會感到很惶恐，但會用自己的方式來完成這部作品、並樂在其中。[2]

## 人物
- 寄出履歷表後，由姐姐接聽了社長Johnny喜多川的來電。結果姐姐以為社長口中的「YOU」是自己的名字「ゆう」（兩者發音相似），因而和喜多川閒聊了十多分鐘。（20080428《HEY!HEY!HEY! Music Champ》披露）
- ゆうやせーばぁ：同團成員八乙女光所設計的Hey! Say! JUMP Q版角色名字。
  - 設計概念：因為高木喜歡大海，因此Q版角色以"救生員"為概念，設計其配戴蛙鏡、哨子、救生圈等；腳則是蹼的形狀。
- 錄製歌曲時的習慣：因為想要放鬆的感覺所以不會穿鞋；對飲食不會特別設限。（出自Hey! Say! JUMP 2020.4-2021.3 Calendar)
- 演唱會開始前的習慣：吃納豆、按摩。（出自Hey! Say! JUMP 2020.4-2021.3 Calendar)
- 手機裡寫著「讓蜷川実花拍攝照片」的夢想，在蜷川替JUMP拍攝2019.4-2020.3 Calendar時實現了。[3]
- 第一台入手的車是夢想中的敞篷車。（出自Hey! Say! JUMP 2020.4-2021.3 Calendar)
- 同團成員評價：[4]
  - 山田涼介：非常在乎成員。最近，更常聽到他在外面表達對JUMP的愛了，很開心呢。
  - 中島裕翔：和狂野的外表反差很大。不過常常會被覺得不好親近......。
  - 有岡大貴：
    - 很好相處，可以自豪地介紹給朋友認識。其他的成員因為個性太強烈，不是能夠介紹的對象(笑)。
    - 基本上非常單純，就算告訴他錯誤的情報他也會記住。最近似乎開始自己做料理了，喜歡漢堡的樣子，不過不知道味道怎麼樣。（出自Hey! Say! JUMP 2020.4-2021.3 Calendar)

  - 伊野尾慧：高木非常溫柔。如果跟他去喝酒，他可能會用長篇大論告訴你成員的優點。
  - 薮宏太：一旦試著靠近的話，就能深深感受到他的好了。
- 同團成員認為的魅力：（出自Hey! Say! JUMP 2019.4-2020.3 Calendar)
  - 山田涼介：非常溫柔。比起以前對JUMP的愛變得更強了，不管發生什麼都把「JUMP、JUMP」掛在嘴邊。
  - 知念侑李：有點可怕的氣質和小孩子般的純粹的反差很可愛。
  - 中島裕翔：話不多、個性很酷。能很好的掌握自己，最近對工作很嚴謹。
  - 有岡大貴：總而言之就是單純。反應和發言都很率直，是直爽的男人。
  - 伊野尾慧：食慾。知道很多餐廳，常常會跟我說。
  - 八乙女光：有很多興趣。
  - 薮宏太：天真無邪。
- 同團成員認為的弱點：（出自Hey! Say! JUMP 2019.4-2020.3 Calendar)
  - 山田涼介：不能吃高卡路里的東西。
  - 知念侑李：蟲。
  - 中島裕翔：黃色笑話。很少說。
  - 有岡大貴：辛辣咖哩。雖然能吃辣的食物，但好像討厭咖哩中香料的辛辣感。
  - 伊野尾慧：食慾。
  - 八乙女光：搔癢。不喜歡被搔癢。
  - 薮宏太：怕蟲。
- 興趣
  - 喜歡戶外，會開車去海邊或山上兜風。也常常去露營，有很多露營用的道具。冬天也能去露營，但夏天的山上就100%不行，因為很討厭蟲子。（出自Hey! Say! JUMP 2020.4-2021.3 Calendar)
  - 沒有理由地非常喜歡大海，開車時無意識地就會往海邊開。舞台劇等大型工作結束後，就算覺得非常疲累也會去海邊重振精神。以前常常會下水，長大後比較不會了。現在喜歡把車停在海邊，看著來海邊的人們發呆，從興奮玩耍的人身上就能得到快樂的能量。（出自Hey! Say! JUMP 2020.4-2021.3 Calendar)
- 歌聲
  - 高木的聲線偏低，給人較為性感的感覺。因此團體演唱的歌曲中，常擔任較為性感的部分或口白。
  - 在同團成員山田涼介的鼓勵下，開始磨練唱功，2人常彼此交流如何把歌唱得更好。
  - 團體專輯「SENSE or LOVE」中的solo歌曲，一反平常的性感形象，改選擇正統抒情歌曲展現唱功。
- 中心位置
  - 因出演「極道鮮師3」人氣上升，在團體單曲「Dreams come true」（2008年5月21日發行)和「Your Seed」（2008年7月23日發行)中與山田涼介擔任雙中心成員。
  - 單曲「Fantastic Time」（2016年10月26日發行)的編舞中，最後一個動作是高木在中間，雙臂分別被兩邊的成員扣住。高木在歌唱節目宣傳時笑說「好像是被逮捕一樣」。
  - 專輯「SENSE or LOVE」主打曲「BANGER NIGHT」（2018年8月22日發行)的編舞中，開頭隊形由高木站在中間，是以往較少見的安排。
- 綜藝形象
  - 團體的冠名綜藝節目「いただきハイジャンプ」開播後，因為高木常常有較女性化的動作和反應，而被成員和工作人員戲稱為「男大姐」。初期高木還會反駁，後來說的次數多了，高木表示「連反駁都懶了」。
  - 在團體的冠名綜藝節目「いただきハイジャンプ」扮女裝的企畫中，因聲音較低沉，被戲稱為「雄也媽媽」(男大姐的媽媽桑)。
  - 曾經在團體的冠名綜藝節目「いただきハイジャンプ」中，開玩笑表示自己「最喜歡18禁」。
  - 在團體的冠名綜藝節目「いただきハイジャンプ」中國華山的外景中，因為天還沒亮就被工作人員叫起床，露出非常不耐煩的表情。面對鏡頭時表示「沒有化妝」而想遮住臉。
  - 在團體的冠名綜藝節目「いただきハイジャンプ」「實驗肌肉痠痛會不會出現有趣的行為」的企畫中，因為不敢徒手抓圍欄裡的雞，而向工作人員邊鞠躬邊說「降參(投降)」。因為該動作很特別又逗趣，常被成員和工作人員拿來捉弄高木，「降參」也成為高木的代表動作。
- 造型
  - 在團體演唱會的同系列服裝中，經常會讓高木戴著禮帽，展現較為成熟的形象。
    - 在2016年的巡迴演唱會「Hey! Say! JUMP LIVE TOUR 2016 DEAR.」，同事務所的前輩NEWS增田貴久為JUMP所設計的服裝、和另一套以灰、藍色為主的服裝，都讓高木戴著禮帽。

## 與同事務所藝人的關係
〔同團成員〕
- 曾和知念侑李、有岡大貴、八乙女光一起去游泳池游泳。（出自Hey! Say! JUMP 2019.4-2020.3 Calendar)
- 與有岡大貴、薮宏太同樣喜歡三溫暖，3人有個聊天群組，常常交換三溫暖的情報。(出自Hey! Say! JUMP 2020.4-2021.3 Calendar)
- 在伊野尾慧的介紹下學了後空翻，演唱會時在知念侑李和岡本圭人的輔助下表演過。(出自Hey! Say! JUMP 2020.4-2021.3 Calendar)
- 知念侑李
  - 知念的年齡比高木小，但高木29歲的生日時，知念在官方日記「Johnny's web」寫道「請永遠當可愛的雄也吶」。
  - 高木有時會邊喝酒邊看和知念去法國的DVD，想著「真懷念哪～」 然後傳訊息給知念說「當時好開心啊～」知念也會回「真的好開心哪～」。(出自高木2019年11月8日廣播 JUMP da べいべー！)
  - 目的地相同的時候，會開車載知念一起去。(出自Hey! Say! JUMP 2020.4-2021.3 Calendar)
- 中島裕翔
  - 演出舞台劇「クイーン・エリザベスー輝ける王冠と秘められし愛ー」期間，中島也在演出舞台劇「WILD」，2人都有前去觀看對方的演出。(出自中島2019年8月29日的廣播「Hey! Say! 7 Ultra JUMP」)
  - 巡迴演唱會「Hey! Say! JUMP LIVE TOUR 2019-2020 PARADE」表演「UTAGE Tonight」時，中島會配合音效，襲擊高木的重要部位。
- 有岡大貴
  - 2人曾一同前往中國華山為團體的冠名綜藝節目「いただきハイジャンプ」錄製外景。
    - 高木要挑戰在腳底按摩板上跳繩，卻遲遲不敢踏上按摩板，被有岡邊催「快點」邊推向按摩板。
    - 搭乘纜車時，高木因為怕高，一直抓著有岡的外套袖子，有岡笑說「我好像男朋友一樣」。

  - 2019年5月31日，團體出演音樂節目「Music Station」時，在休息室時對剛剪完頭髮很滿意的有岡開玩笑說「根本和之前一樣唷」。
- 伊野尾慧
  - 2人經常在成員不在的別間休息室睡覺，山田涼介認為是因為自己太吵的關係。(出自山田2019年7月25日的廣播「Hey! Say! 7 Ultra JUMP」)
  - 兩人是酒友，結帳時「100%是高木付的」(by伊野尾)。喝酒時的聊天內容是秘密。(出自Hey! Say! JUMP 2020.4-2021.3 Calendar)
  - 兩人一起去過沖繩，當時是由高木開車。「因為車上坐著成員，所以開得很安全。雖然沒有睡著也聊了很多，但內容都不記得了」(by伊野尾) (出自Hey! Say! JUMP 2020.4-2021.3 Calendar)
- 八乙女光
  - 覺得八乙女很會做料理，因為沒吃過所以很想吃吃看。（出自Hey! Say! JUMP 2019.4-2020.3 Calendar)
- 薮宏太
  - 在團體音樂錄影帶的拍攝花絮中，經常可以看到高木在向薮確認舞蹈動作。
  - 2人曾在東京都內的三溫暖偶遇過。（出自Hey! Say! JUMP 2019.4-2020.3 Calendar)

〔前後輩〕
- 岡本健一
  - 同團成員岡本圭人的爸爸。
  - 高木曾去觀賞岡本演出的舞台劇「海邊的卡夫卡」，並發給圭人自己去看了的照片。(出自高木2019年6月7日的官方日記「Johnny's web」)
- V6長野博
  - 因共演舞台劇「クイーン・エリザベスー輝ける王冠と秘められし愛ー」，長野曾請高木吃過飯，吃完後一起去吃了可麗餅。因2人點的口味不同，長野還讓高木吃了一口自己的可麗餅。(出自高木2019年6月7日的官方日記「Johnny's web」)
- KAT-TUN上田龍也
  - 上田曾在官方日記「Johnny's web」中寫到高木很崇拜自己，並開玩笑因為高木很吵，要把他的嘴巴縫起來。
- A.B.C-Z戶塚祥太、4U辰巳雄大
  - 高木曾去觀賞2人演出的舞台劇「BACKBEAT」。(出自高木2019年6月7日的官方日記「Johnny's web」)
- Johnny's WEST中間淳太、桐山照史
  - 因共演「極道鮮師3」而熟識。
  - 跟桐山尤其要好。被問到交情好的傑尼斯成員，高木的回答大多是桐山。（出自Hey! Say! JUMP 2019.4-2020.3 Calendar)

## 參與的組合
- J.J.Express（日语：J.J.Express） （2005年 - 2007年）
- Hey! Say! 7（期間限定團體）（2007年4月 - 9月）
- Hey! Say! JUMP（2007年9月 - ）
- Hey! Say! Best（2007年9月 - ） 企劃組合
- 髙木雄也と中間たち（2008年4月18日、僅限音樂電視節目《Music Station》）
- A.Y.T（2017年6月 - ）電視劇<孤食ロボット>特別組合

## 歌曲
《作詞》
- Time / Hey! Say! JUMP（收錄於Hey! Say! JUMP 2010年7月7日發行的專輯「JUMP NO.1」）

《Solo歌曲》
- 蜘蛛の糸 / 高木雄也 (未收錄於任何發行作品)
  - 於2008年的巡迴演唱會「Hey! Say! Jump-ing Tour '08-'09」演唱
  - 於2010年的巡迴演唱會「Hey! Say! 2010 TEN JUMP」演唱
- 俺たちの青春 / 高木雄也（收錄於Hey! Say! JUMP 2008年5月21日發行的單曲「Dreams come true」通常盤）
  - 出演連續劇極道鮮師3的插入曲
  - 於2008年的巡迴演唱會「Hey! Say! Jump-ing Tour '08-'09」演唱一小段後，與成員們共同演出由電視劇延伸的搞笑短劇
- 題名の無い物語 / 高木雄也（收錄於Hey! Say! JUMP 2018年8月22日發行的專輯「SENSE or LOVE」初回限定盤）
  - 於2018年的同名巡迴演唱會「Hey! Say! JUMP LIVE TOUR SENSE or LOVE」演唱，並由同團成員伊野尾慧擔任鋼琴伴奏

《Unit歌曲》
- Yes！/ 怪盜y-ELLOW-voice（收錄於Hey! Say! JUMP 2014年6月18日發行的專輯「smart」通常初回包裝盤）
  - 與同團成員山田涼介、八乙女光組成的專輯限定團體
  - 於2014年的同名巡迴演唱會「Hey! Say! JUMP LIVE TOUR 2014 smart」演出，有解開白色襯衫上半身半裸的橋段
- ペットショップラブモーション / 知念侑李・中島裕翔・伊野尾慧・高木雄也（收錄於Hey! Say! JUMP 2015年6月24日發行的專輯「JUMPing CAR」初回限定盤2）
  - 於2015年的巡迴演唱會「Hey! Say! JUMP LIVE TOUR 2015 JUMPing CARnival」演出，扮演動物為狗狗
- Mr.Flawless / 中島裕翔・高木雄也・薮宏太（收錄於Hey! Say! JUMP 2016年7月27日發行的專輯「DEAR.」初回限定盤2）
  - 於2016年的同名巡迴演唱會「Hey! Say! JUMP LIVE TOUR 2016 DEAR.」演出，歌曲中間會至觀眾席選一位觀眾送花
- Are You There? / A.Y.T（收錄於Hey! Say! JUMP 2017年7月5日發行的單曲「Precious Girl / Are You There?」）
  - 與同團成員有岡大貴、八乙女光主演連續劇「機器飯友」的主題曲，3人組成限定團體A.Y.T
  - MV & making 收錄於初回限定盤2的DVD
  - 於2017年的巡迴演唱會「Hey! Say! JUMP LIVE TOUR I/Oth Anniversary TOUR 2017」演出，服裝重現連續劇中的造型
- トレンディーラブ #REIWA / 中島裕翔 + 高木雄也（收錄於Hey! Say! JUMP 2019年8月21日發行的單曲「ファンファーレ！」初回限定盤1）
  - 於2020年6月18日的線上演唱會「Johnny’s World Happy LIVE with YOU」演出

《Live表演》
- Jealous guy / Hey! Say! JUMP（收錄於Hey! Say! JUMP 2018年8月22日發行的專輯「SENSE or LOVE」）
  - 於2018年的同名巡迴演唱會「Hey! Say! JUMP LIVE TOUR SENSE or LOVE」演出時，藉由道具欄杆展現相當性感的表演。
- 条件反射 / 伊野尾慧（收錄於Hey! Say! JUMP 2018年8月22日發行的專輯「SENSE or LOVE」初回限定盤）
  - 於2018年的同名巡迴演唱會「Hey! Say! JUMP LIVE TOUR SENSE or LOVE」參與演出，擔任同團成員伊野尾慧的伴舞及和聲

《擔任重點部分的團體歌曲》
- Dreams come true（Hey! Say! JUMP 2008年5月21日發行的單曲)，與山田涼介擔任雙中心。
- Your Seed（收錄於Hey! Say! JUMP 2008年7月23日發行的單曲「Your Seed / our Seed / 冒険ライダー」)，與山田涼介擔任雙中心。
- OVER（收錄於Hey! Say! JUMP 2011年6月29日發行的單曲「OVER」)，擔任關鍵的口白。
- 眠リノ森（收錄於Hey! Say! JUMP 2011年9月21日發行的單曲「Magic Power」通常盤)，擔任開頭的部分。
  - 於2011年的演唱會「SUMMARY 2011 in DOME」演出，與山田涼介、知念侑李、有岡大貴為主要的表演成員，擔任偏反派的角色，展現較為性感的表演。
- Go To The Future!（收錄於Hey! Say! JUMP 2013年12月25日發行的單曲「Ride With Me」初回限定盤2)，以偏搖滾的嗓音演唱開頭部分。
- Come Back...?（收錄於Hey! Say! JUMP 2014年6月18日發行的專輯「smart」)，為4個有單獨演唱段落的成員之一(八乙女光solo為rap不計)。
- Speed It Up / Hey! Say! BEST（收錄於Hey! Say! JUMP 2016年5月11日發行的單曲「真剣Sunshine」初回限定盤2)，以低沉略帶氣音的嗓音演繹口白。
- Eve（收錄於Hey! Say! JUMP 2016年5月11日發行的單曲「真剣Sunshine」通常盤)，以富含感情的高音演唱橋段後的副歌solo。
- order（收錄於Hey! Say! JUMP 2016年7月27日發行的專輯「DEAR.」)，以性感的嗓音演繹開頭部分以及口白。
  - 於2016年的同名巡迴演唱會「Hey! Say! JUMP LIVE TOUR 2016 DEAR.」演出，在solo段落展現相當性感的表演。
- ワンダ－ロ－ド（收錄於Hey! Say! JUMP 2016年10月26日發行的單曲「Fantastic Time」通常盤)，與山田涼介、薮宏太擔任主要的演唱成員。
- 女王蜂（收錄於Hey! Say! JUMP 2018年8月22日發行的專輯「SENSE or LOVE」），以性感的嗓音演唱開頭部分。
- Last Dance（收錄於Hey! Say! JUMP 2019年5月22日發行的單曲「Lcuky-Unlucky」），以溫柔的低音演唱橋段後的副歌solo。

## 電視劇
- 娑婆氣系列第一彈《娑婆氣》（2007年11月24日、富士電視台）飾演 榮吉
  - 2009年1月30日發行DVD
- 極道鮮師3（2008年4月19日 - 6月28日，日本電視台）飾演 緒方大和
  - 2008年12月21日發行DVD「ごくせん 2008 DVD-BOX」
- 娑婆氣系列第二彈《惶惶》（2008年11月29日、富士電視台）飾演 榮吉
  - 2009年4月1日發行DVD
- 極道鮮師3年D班畢業SP（2009年3月28日、日本電視台）飾演 緒方大和
  - 2009年6月24日發行DVD「ごくせん卒業スペシャル'09～やんくみ最後の卒業式」
- 私立馬鹿蘭高校（2012年4月14日 - 6月30日、日本電視台）[特別出演] 飾演 立浪祥平
  - 2012年8月22日發行DVD-BOX
- Dr.DMAT（2014年1月9日 - 3月20日、TBS電視台）飾演 小松健二
  - 2014年7月9日發行DVD-BOX
- HAMU-公安警察之男-（2014年1月10日、富士電視台）飾演 南部浩嗣
- 水球不良少年（2014年7月12日 - 9月20日、富士電視台）飾演 北島虎雄
  - 2015年2月4日發行DVD-BOX
- 鼠，疾馳江戶2 第2回（2016年4月21日、NHK電視台）[客串出演] 飾演 宗助
- 機器飯友（2017年6月19日 - 8月21日、日本電視台）飾演 機器人"ヤンチャ"(小調皮)
  - 2017年11月15日發行DVD-BOX
- FINAL CUT（2018年1月9日 - 2018年3月13日、關西電視台、富士電視台）飾演 野田大地
  - 2018年8月1日發行DVD-BOX
- 屍活師 女王的法醫學 2（2022年3月21日、東京電視台）飾演 梶山仁史
- 計程車飯店（2022年6月2日 - 7月21日、東京電視台）飾演 増保健壱
- 大追跡〜警視廳SSBC強行犯係〜（2025年7月9日 - 、朝日電視台）飾演 小山田勝也

## 電視節目
- 百識～百で知るひとつの知識～（富士電視台）
  - 2006年10月30日、11月7日 (主題：燒肉)
  - 2006年12月12日、19日 (主題：火鍋)
  - 2007年4月10日、17日 (主題：船)
  - 2007年6月19日、26日 (主題：麵)
  - 2007年10月16日 - 2008年3月 [常規出演]
- 24時間テレビ31 "愛は地球を救う" [單元出演]（2008年8月30日 - 31日、日本電視台）
- J'J Hey! Say! JUMP 高木雄也&知念侑李 ふたりっきり フランス縦断各駅停車の旅（2012年10月1日 - 12月17日、日本電視台）
  - 與同團成員知念侑李共同出演，主持為同團成員八乙女光、薮宏太。
  - 2013年3月27日發行DVD-BOX
- 嵐にしやがれ（日本電視台）
  - 同事務所的前輩嵐所主持的綜藝節目
  - 2015年8月1日，與同團成員中島裕翔、伊野尾慧、薮宏太共同出演。
  - 2016年5月7日，與同團成員知念侑李、中島裕翔、薮宏太共同出演。
- 所さんの学校では教えてくれないそこんトコロ! [常規出演]（2018年7月20日 - 、東京電視台）
- メレンゲの気持ち（2019年5月25日、6月1日、日本電視台）
  - 與作為固定班底的同團成員伊野尾慧共同出演

## 電影
- 極道鮮師電影版（2009年7月11日上映）飾演 緒方大和
  - 2010年1月20日發行DVD
- 劇場版私立馬鹿蘭高校（2012年10月13日上映）飾演 立浪祥平
  - 2013年4月10日發行DVD

## 廣播
- JUMP da べいべー！（2014年4月4日 - 、bayfm）
- Music Bit（2017年4月6日 - 、FM OH！）
- らじらー！サタデー
  - 同團成員伊野尾慧、八乙女光主持，為直播節目。
  - 2019年11月30日，作為嘉賓出演。當天團體有舉行演唱會，高木在節目開始前30分鐘才得知要出演。

## 演唱會
〔出道前〕
- ジャニーズJr.の大冒険!@メリディアン（2006年8月15日 - 25日、台場美麗殿飯店Palais-Royal）
- you達の音楽大運動会（2006年9月30日 - 10月1日、國立代代木競技場第一體育館）
- 2007年謹賀新年 あけましておめでとう ジャニーズJr.大集合 日本武道館 5日間公演（2007年1月2日 - 7日、日本武道館）
- 関西ジャニーズJr.大阪城ホール FIRST CONCERT [客串出演]（2007年5月6日、大阪城Hall）
- ジャニーズJr.の大冒険！'07@メリディアン（2007年8月15日 - 24日、台場美麗殿飯店Palais-Royal）
- JOHNNYS' Jr.Hey Say 07 in YOKOHAMA ARENA（2007年9月23日 - 24日、橫濱Arena）

〔出道後〕
- 中山優馬 中間淳太・桐山照史 高木雄也(客串出演)大阪凱旋コンサート（2008年9月1日 - 10日、大阪・梅田藝術劇場Main Hall）

## 舞台劇
〔出道前〕
- MAGICAL MUSICAL "DREAM BOY"（2004年1月8日 - 31日、帝國劇場；4月30日 - 5月23日、梅田コマ劇場）
- Johnnys Theater "SUMMARY" of Johnnys World"（2004年8月8日 - 29日、原宿・新Big Top）
- Johnnys Theater "SダUイMジMェAスRトY 2005"（2005年7月26日 - 9月4日、品川Stellar Ball）
- KAT-TUN vs 関ジャニ∞ Musical Dream Boys（2006年1月3日 - 29日、帝國劇場）
- 滝沢演舞城（2006年3月7日 - 4月25日、新橋演舞場）
  - 2007年7月18日發行DVD
- One!-the history of Tackey-（2006年9月5日 - 28日、日生劇場）
- 滝沢演舞城 2007（2007年7月3日 - 29日、新橋演舞場）

〔出道後〕
- 薔薇と白鳥（2018年5月27日 - 6月24日、東京Globe座；6月29日 - 7月1日、森之宮Piloti Hall）飾演 威廉·莎士比亞 （與成員八乙女光共同主演）
- クイーン・エリザベスー輝ける王冠と秘められし愛ー（2019年5月5日 - 26日、東京・日生劇場）
- 裏切りの街（2020年5月31日 - 6月16日、東京・新國立劇場中劇場；6月20日 - 6月22日、大阪・COOL JAPAN PARK OSAKA WW Hall）（單獨初主演）
  - 為防止新冠肺炎疫情擴散而休演

## 其他演出
- "東京ドームに全員集合" みんなにサンキュー！ジャニーズ野球大会（2016年4月13日、東京巨蛋）

## 相關項目
- 傑尼斯事務所
- Johnny's Jr.
- Hey! Say! 7
- Hey! Say! JUMP

## 外部連結
- 高木雄也的Instagram帳戶